# Karin Vielmetter
Karin Vielmetter, auch Karin Vielmetter-Elsholtz (* 7. September 1907 in Offenbach am Main als Katharina Vielmetter; † unbekannt) war eine deutsche Schauspielerin, Schauspiellehrerin, Sprechtechnikerin und Dialogbuchautorin.

## Leben und Wirken

### Theater
Karin Vielmetter begann ihre Karriere als Schauspielerin 1928 am Mannheimer Nationaltheater, wo sie bereits 1929 in Nathan der Weise, einer Aufführung zu Gotthold Ephraim Lessings 200. Geburtstag am 11. Januar 1929, zu sehen war. 1933 war sie am Württembergischen Landestheater in Stuttgart engagiert, das sie jedoch im selben Jahr, aufgrund von gesundheitlichen Problemen, wieder verlassen musste. Es folgten Engagements in Königsberg, Leipzig und am Thalia-Theater in Hamburg, wo sie unter anderem 1937 in George Bernard Shaws Androklus und der Löwe und 1938 in Molières Der eingebildete Kranke zu sehen war. In den 40er Jahren war Vielmetter am Lessingtheater Berlin engagiert, wo sie unter anderem 1942 während einer fast einjährigen Tournee als Viola in einer Inszenierung Otto Kurths von Was ihr wollt vor Soldaten der deutschen Wehrmacht spielte.
Nach dem Zweiten Weltkrieg war Karin Vielmetter am Hebbel-Theater in Berlin engagiert, wo sie unter anderem unter der Regie von Peter Elsholtz arbeitete. Nebenher arbeitete Vielmetter zudem bis zum Jahr 1951 als Schauspiellehrerin an der 1946 gegründeten Berliner Hebbel-Theaterschule (HTS), wo sie als zugelassene Sprechtechnikerin die Fächer Rollenstudium und Sprechtechnik lehrte.

### Film- und Fernsehsynchronisation
Zwischen 1950 und 1968 war Karin Vielmetter in West-Berlin des Weiteren eine vielbeschäftigte Dialogbuchautorin für deutsche Synchronfassungen internationaler Film- und Serienproduktionen. So stammen von ihr die deutschen Dialogbücher zu Mississippi-Express von 1950, Einmal wird die Sonne wieder scheinen von 1953, Das Lächeln einer Sommernacht von 1955 (Deutsch 1965),  Männer über 40 von 1957, Das Haus im Kreidegarten von 1964, Dieses Mädchen ist für alle von 1966 und Die vier Söhne der Katie Elder von 1965.
Zuletzt wird Vielmetter 1973 im Zusammenhang mit ihrer Arbeit als Übersetzerin und Autorin fürs Fernsehen erwähnt, was vermuten lässt, dass sie in diesem Jahr oder etwas später starb.

### Privates
Karin Vielmetter war in erster Ehe mit dem deutschen Schauspieler, Regisseur und Synchronsprecher Peter Elsholtz (1907–1977) verheiratet. Aus der gemeinsamen Beziehung gingen die Kinder Edith Elsholtz (1930–2004) und Arne Elsholtz (1944–2016) hervor.